# Sieć Badawcza Łukasiewicz – Przemysłowy Instytut Motoryzacji
Przemysłowy Instytut Motoryzacji – jednostka organizacyjna Ministerstwa Przemysłu Maszynowego, powołana w celu prowadzenia prac naukowo-badawczych i rozwojowych w zakresie problematyki przemysłu motoryzacyjnego.

## Powstanie Instytutu
Na podstawie uchwały Rady Ministrów z 1972 r. w sprawie utworzenia Przemysłowego Instytutu Motoryzacji ustanowiono Instytut. Powołanie Instytutu pozostawało w ścisłym związku z ustawą 1961 r. o instytutach naukowo-badawczych.
Nadzór nad Instytutem sprawował Minister Przemysłu Maszynowego. Siedzibą Instytutu było miasto st. Warszawa.

## Tworzenie Instytutu
Instytut został powołany jako centralna jednostka zaplecza naukowo-badawczego polskiej motoryzacji. Instytut nawiązywał do przedwojennych dokonań jednostek konstrukcyjno-badawczych w zakresie motoryzacji.
Instytut powstał w drodze przekształcenia:
- Centralnego Ośrodka Konstrukcyjno-Badawczego Przemysłu Motoryzacyjnego „Polmo”,
- Ośrodka Konstrukcyjno- Badawczego Przemysłu Motoryzacyjnego „Polmo”.

## Przedmiot działania Instytutu
Przedmiotem działania Instytutu było prowadzenie prac naukowo-badawczych i rozwojowych w zakresie problematyki przemysłu motoryzacyjnego.
Ponadto przedmiotem działania Instytutu było doskonalenia pojazdów, poprawy bezpieczeństwa ruchu drogowego, wypracowanie alternatywnych źródeł zasilania pojazdów oraz paliw.
Jednocześnie upoważniono Ministra Przemysłu Maszynowego do wydzielenia z Instytutu Lotnictwa działalności prowadzonej w zakresie specjalności związanych z wyrobami przemysłu motoryzacyjnego, a w szczególności silnikami motoryzacyjnymi i ich pochodnymi oraz osprzętem i włączenia tej działalności do Przemysłowego Instytutu Motoryzacji.

## Reorganizacja Instytutu
Na podstawie rozporządzenie Ministra Gospodarki z 2007 r. w sprawie połączenia Instytutu Paliw i Energii Odnawialnej oraz Przemysłowego Instytutu Motoryzacji połączono jednostki badawczo-rozwojowe. Połączenie nastąpiło na podstawie ustawy z 1985 r. o jednostkach badawczo-rozwojowych.
Do zadań nowej jednostki w części motoryzacyjnej należało:
- konstruowanie oraz wykonywanie prototypów pojazdów, ich zespołów, osprzętu oraz aparatury i urządzeń badawczych;
- homologacja i certyfikacja wyrobów motoryzacyjnych w zakresie uzyskanych uprawnień;
- współpraca naukowa z zagranicą w zakresie realizacji prac naukowo-badawczych i wdrożeniowych, wymiana specjalistów, udział w seminariach, konferencjach i szkoleniach;
- upowszechnianie wyników prowadzonych badań naukowych i prac rozwojowych;
- prowadzenie działalności uzupełniającej, a w szczególności w zakresie szkolenia, informacji naukowej, technicznej i ekonomicznej, wynalazczości oraz ochrony własności przemysłowej.

Do zakresu działania Instytutu w części dotyczącej motoryzacji należało:
- konstruowanie oraz wykonywanie prototypów pojazdów, ich zespołów, osprzętu oraz aparatury i urządzeń badawczych;
- homologacja i certyfikacja wyrobów motoryzacyjnych w zakresie uzyskanych uprawnień;
- współpraca naukowa z zagranicą w zakresie realizacji prac naukowo-badawczych i wdrożeniowych, wymiana specjalistów, udział w seminariach, konferencjach i szkoleniach;
- upowszechnianie wyników prowadzonych badań naukowych i prac rozwojowych;
- prowadzenie działalności uzupełniającej, a w szczególności w zakresie szkolenia, informacji naukowej, technicznej i ekonomicznej, wynalazczości oraz ochrony własności przemysłowej.

W grudniu 2007 r. decyzja w sprawie połączenia Instytutu Paliw i Energii Odnawialnej oraz Przemysłowego Instytutu Motoryzacji została uchylona.